# Шифротекст
Шифротекст або шифртекст — термін криптології, яким називають зашифровану інформацію, результат шифрування відкритого тексту.
Оригінал повідомлення називається в криптографії відкритим текстом, або Клером. Засекречене (зашифроване) повідомлення називається шифротекст, або шифрограмою, або криптограмою. Процедура шифрування зазвичай містить у собі використання певного алгоритму і ключа.
Алгоритм — це певний спосіб засекречування повідомлення, наприклад комп'ютерна програма або, скажімо, список інструкцій. Ключ же конкретизує процедуру засекречування.
Один із способів шифрування — проста заміна, при якій кожна літера відкритого тексту замінюється на якусь літеру алфавіту (можливо, на ту ж саму). Для цього відправник повідомлення повинен знати, на яку літеру в шифротексті слід замінити кожну літеру відкритого тексту. Часто це робиться шляхом зведення потрібних відповідностей літер у вигляді двох алфавітів:
ABCDEFGHIJKLMNOPQRSTUVWXYZ

BLUESTOCKINGADFHJMPQRVWXYZ
Шифрограма виходить шляхом заміни кожної літери відкритого тексту на записану безпосередньо під нею літеру шифрувального алфавіту.

## Приклад
Нехай потрібно зашифрувати таке повідомлення (відкритий текст):
DEAR DAD

SEND MORE MONEY AS SOON AS POSSIBLE TOM.
Тоді зашифрований текст:
ESBM EBE

HGSBPS PSDE AFMS AFDSY BP PFFD BP HFPPKLGS QFA
Властивості шифртексту залежать від алгоритму шифрування, за допомогою якого він був отриманий.
Щоб одержувач шифрограми міг відновити відкритий текст і прочитати повідомлення, йому необхідно мати копію вищенаведеної таблиці. Дешифрувальник повторює в зворотному порядку всі дії шифрувальника, розкриваючи тим самим зміст повідомлення.
У наведеному вище прикладі використовувався алгоритм політерної заміни. Цей метод називається простою, або моноалфавітною заміною. Ключ до даного шифру складається з таблиці, яка містить відкритий і шифрувальний алфавіти, в якій вказується, на яку літеру в шифротексті слід замінити літеру відкритого тексту. У такій криптографічній системі передбачається, що алгоритм шифрування загальновідомий, тоді як ключ доступний тільки відправнику і одержувачу відповідних повідомлень.
У відкритому алфавіті літери розташовані в їх звичайній послідовності; такий алфавіт називається прямою стандартною послідовністю. Шифрувальний же алфавіт у нашому прикладі складається з 26 літер латинського алфавіту, певним чином переставлених з використанням ключового слова BLUESTOCKING (букв. «синя панчоха»). Після ключового слова (ключової фрази) ключ далі записується з опущенням всіх тих букв, що вже з'явилися в цьому слові (або в першому слові цієї фрази), а потім вписуються літери алфавіту, що залишаються  в звичайному порядку, знову ж таки з опущенням всіх літер, що з'явилися раніше. Наприклад, якщо як ключову ми використовуємо фразу UNITED STATES OF AMERICA, то шифрувальний алфавіт буде виглядати наступним чином:
UNITEDSAOFMRCBGHJKLPQ VWXYZ
За допомогою ключового слова (фрази) при шифруванні можна перемішати будь-яку алфавітну послідовність. Використання ключових слів полегшує відновлення відкритого та шифрувального компонента системи, оскільки при цьому необхідно запам'ятати тільки відповідне ключове слово (фразу). Немає необхідності записувати (або розгадувати) яку б то не було таблицю: якщо пам'ятати ключове слово, то алфавітну послідовність завжди можна відновити.